# 고성 석마리 석마
고성 석마리 석마(固城 石馬里 石馬)는 대한민국 경상남도 고성군 마암면 석마리에 있는 조각상이다.
1974년 2월 16일 경상남도의 민속문화재 제1호 마암면 석마로 지정되었다가, 2018년 12월 20일 현재의 명칭으로 변경되었다.

## 개요
마암면 석마리 마을 입구의 당산나무 옆에 자리하고 있는 것으로, 화강암으로 깍아 만든 2구의 말(馬) 조각상이다. 마을에서는 ‘마신’, ‘마장군’이라 부르기도 하는데, 길이는 각각 1.5m, 2.1m 이고, 높이는 45cm, 50cm로, 암수 한 쌍인 듯 보이나 구별할 수는 없다.
말은 가축 중에서 가장 빠른 동물로, 마을의 나쁜 일을 막는 수호신의 대상이 되기도 한다. 전체적인 말의 형태는 둥글며 얼굴은 땅을 쳐다보는 모습이다. 전설에 의하면 마을에 호랑이가 자주 나타나 피해를 주자 백발노인이 가르쳐 준 방법대로 한 쌍의 돌말을 만들고 큰 제사를 지내었다 한다. 그 후 다시는 호랑이가 나타나지 않자 이 돌말을 마을의 수호신으로 삼게 되었다고 한다.
마을에서는 돌말 앞에서 동제를 지내고 있다. 음력 정월 보름 새벽 1시에서 2시 사이에 지내는데 그날밤에 돌말 앞에 콩 한 말을 바치고 다음날 다시 걷어들이는 형태로, 다른 동제에서 볼 수 없는 특이한 예이다. 또한 말의 영혼에게 보내는 축문을 읽으며 마을의 평화를 기원하는 점도 특색이 있다.
상고시대에 만들었다고 전하며, 정확한 연대는 알 수 없지만 이 곳의 말 숭배사상을 잘 보여주고 있다. 말을 숭배하는 것은 유목민족에게 강하게 나타나는 전통으로, 우리나라에서는 마을제사의 일부로 섬기는 예는 더러 있으나, 이처럼 동제의 주신으로 섬기는 예는 매우 보기드문 모습이다. 투박하면서도 소박한 예술작품으로서 중요한 민속자료이다.

## 참고 자료
- 고성 석마리 석마 - 국가유산청 국가유산포털